# Comitato Nazionale Italiano per la Manutenzione
Il Comitato Nazionale Italiano per la Manutenzione (CNIM) è un ente senza fini di lucro fondato il 4 maggio 1990, su iniziativa dei Ministri Antonio Ruberti e Guido Bodrato, del Consiglio Nazionale dell'Economia e del Lavoro (CNEL), dell'ENI e della Facoltà di Ingegneria dell'Università degli Studi di Roma "La Sapienza". Il primo presidente del CNIM è stato il professor Aurelio Misiti, già preside della Facoltà di Ingegneria della Sapienza.

## Missione e Attività
Il CNIM si propone di promuovere e diffondere la cultura della manutenzione in Italia, considerandola un elemento strategico per la sicurezza, l'efficienza e la sostenibilità delle infrastrutture e dei sistemi produttivi. Le sue attività principali includono:
- Formazione e aggiornamento professionale: organizzazione di corsi, seminari e workshop per tecnici e operatori del settore.

- Pubblicazioni: produzione di linee guida e articoli tecnici, tra cui il magazine "MM – Maintenance and Facility Management".

- Partecipazione a eventi internazionali: adesione a incontri e conferenze, come l'ISO Annual Meeting, per contribuire alla definizione di standard globali.

- Collaborazioni istituzionali: interazione con enti pubblici e privati per lo sviluppo di normative e best practices nel campo della manutenzione.

## Struttura
Il CNIM è composto da un Consiglio Direttivo, un Comitato Tecnico-Scientifico e una Segreteria Generale. Nell’attuale organigramma, risultano:
- Aurelio Misiti: Presidente.
- Fabio La Porta: Segretario Generale.

## Collaborazioni e Progetti
Il CNIM collabora con diverse organizzazioni e istituzioni, tra cui:
- ANSFISA: per la definizione di linee guida sulla sicurezza delle infrastrutture ferroviarie e stradali.

- SVIMEZ: per progetti di sviluppo infrastrutturale nel Mezzogiorno.

Inoltre, il CNIM è associato a FINCO (Federazione Industrie Prodotti Impianti Servizi ed Opere Specialistiche per le Costruzioni e la Manutenzione).